# Brandungskliff am Steigerberg

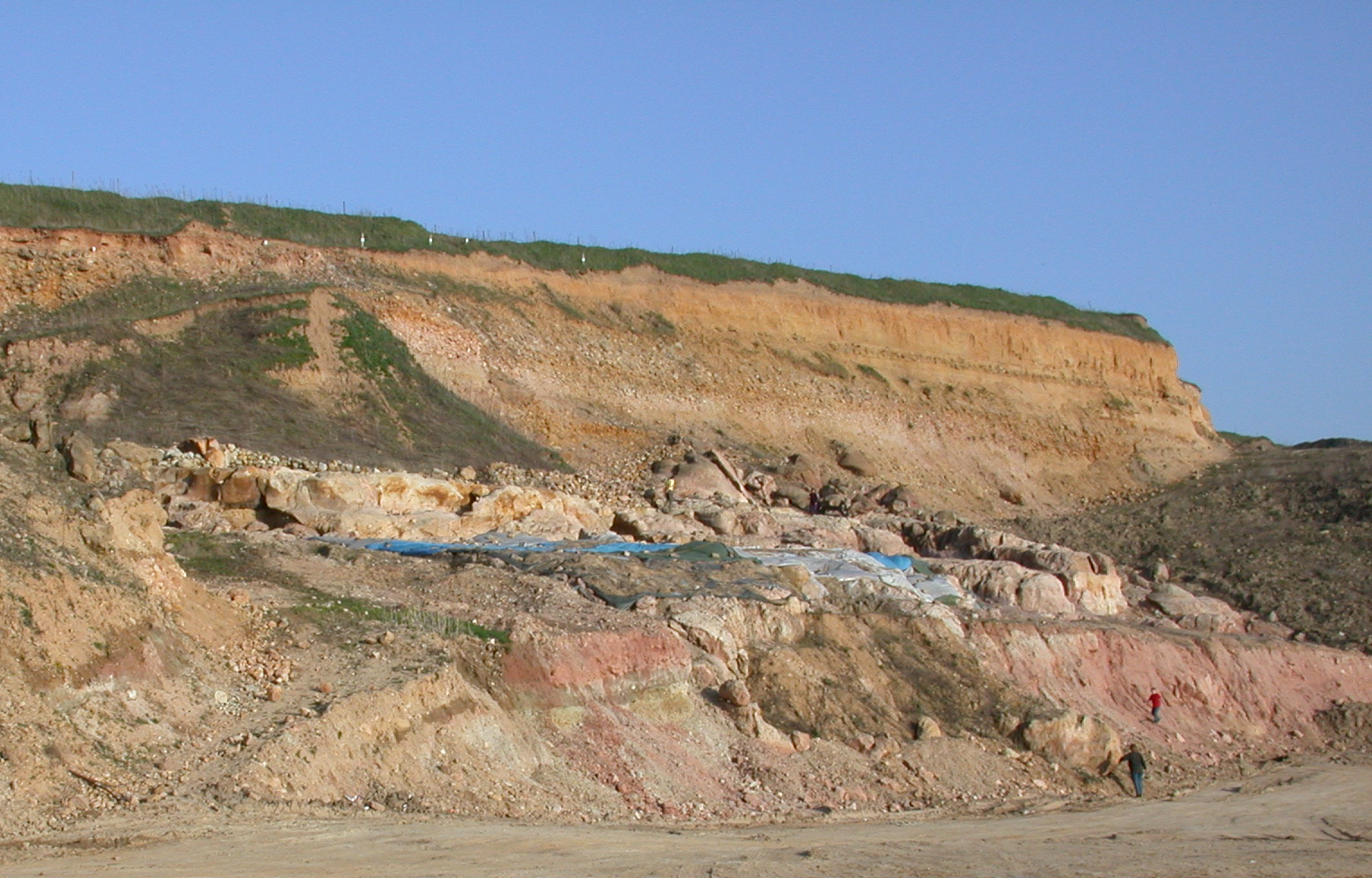
Brandungskliff am Steigerberg mitsamt Deckschichten der Alzey-Formation. Blick von Nordwesten.

Als Brandungskliff am Steigerberg wird der in einer Kiesgrube am Steigerberg in Rheinhessen aufgeschlossene Teil einer vor etwa 30 Millionen Jahren (mya) entstandenen Steilküste des Unter-Oligozänmeeres des Mainzer Beckens bezeichnet, bei dem es sich um ein in dieser Form europaweit einmaliges Geotop handelt.

## Geographische Lage
Die stillgelegte Kiesgrube befindet sich im rheinland-pfälzischen Landkreis Alzey-Worms etwa 25 Kilometer südwestlich von Mainz nahe der K5 zwischen den Ortschaften Eckelsheim und Wendelsheim an der Westflanke des Steigerberges. Der Kliffkomplex erstreckt sich über eine Fläche von ungefähr 40 × 70 Metern bei einer Höhe von etwa 15 Metern.

## Geologie

### Regionale Geologie und Stratigraphie
Die Kiesgrube mit dem fossilen Kliffkomplex befindet sich am Südwestrand des Mainzer Beckens, bei dem es sich um ein Teilbecken am nordwestlichen Endes des Oberrheingrabens handelt. Oberrheingraben und Mainzer Becken bildeten sich infolge der Fernwirkung der alpidischen Gebirgsbildung. Die Einsenkung des Oberrheingrabens und des Mainzer Beckens begann im Eozän. Im Verlauf des Oligozäns und Miozäns kam es zu mehreren Meereseinbrüchen im Oberrheingraben einschließlich des Mainzer Beckens. Von diesen war der Meereseinbruch im Untergoligozän, die sogenannte Rupel-Transgression, der einzige, der vollmarine Bedingungen im Mainzer Becken herstellte, d. h. die Lebensbedingungen im Rupel-Meer, wie z. B. der Salzgehalt, entsprachen dem eines richtigen Meeres. Zudem wurden während der Rupel-Transgression die höchsten Meeresspiegelstände im gesamten Tertiär des Mainzer Beckens erreicht. Ursächlich für die Rupel-Transgression war eine Phase beschleunigten Einsinkens der Beckenstrukturen im Zusammenspiel mit einem globalen (eustatischen) Meeresspiegelanstieg.
Die Gesteine, aus denen der Kliffkomplex besteht, repräsentieren den vortertiären Untergrund des Beckens. Sie entstanden bereits im Unterperm, 260 Millionen Jahre vor der Rupel-Transgression, und sind Bestandteil der Beckenfüllung des oberkarbonisch-unterpermischen Saar-Nahe-Beckens, das sich nach der Variszischen Gebirgsbildung im heutigen Südwest-Deutschland in den Gebirgsstock einsenkte. Lithostratigraphisch gehören sie der Donnersberg-Formation an, einer vulkano-sedimentären Abfolge im unteren Teil der Nahe-Gruppe. Letztgenannte ist wiederum Teil der Rotliegend-Serie. Das Kliffgestein, ein Rhyolith, d. h. eine erstarrte saure Lava, wird als Kreuznacher Rhyolith bezeichnet (nicht zu verwechseln mit der rein sedimentären Kreuznach-Formation im oberen Teil der Nahe-Gruppe).
Während der Kreuznacher Rhyolith also zum Rotliegend gehört, ist der Kliffkomplex, der aus ihm geformt wurde, geologisch deutlich jünger. Er wird zusammen mit den marinen Sanden und Kiesen, welche den Kliffkomplex in der Grube am Steigerberg überdecken, in das obere Rupelium (rund 30 mya) gestellt und lithostratigraphisch als Alzey-Formation bezeichnet. Die Alzey-Formation, die in küstennahen Gewässern abgelagert wurde, verzahnt sich im Umland des Steigerberges mit tonig-mergeligen Sedimenten der Bodenheim-Formation, die eine küstenfernere Sedimentation in tieferen Gewässern repräsentiert. Die Fossilien in den Rupel-Sedimenten des Mainzer Beckens zeigen, dass das Klima in Rheinhessen zu dieser Zeit subtropisch war. Unter anderem kommen dort viele wärmeliebende Muscheln, verschiedene Hai- und Rochenarten und sogar Seekühe vor.

### Der Kliffkomplex

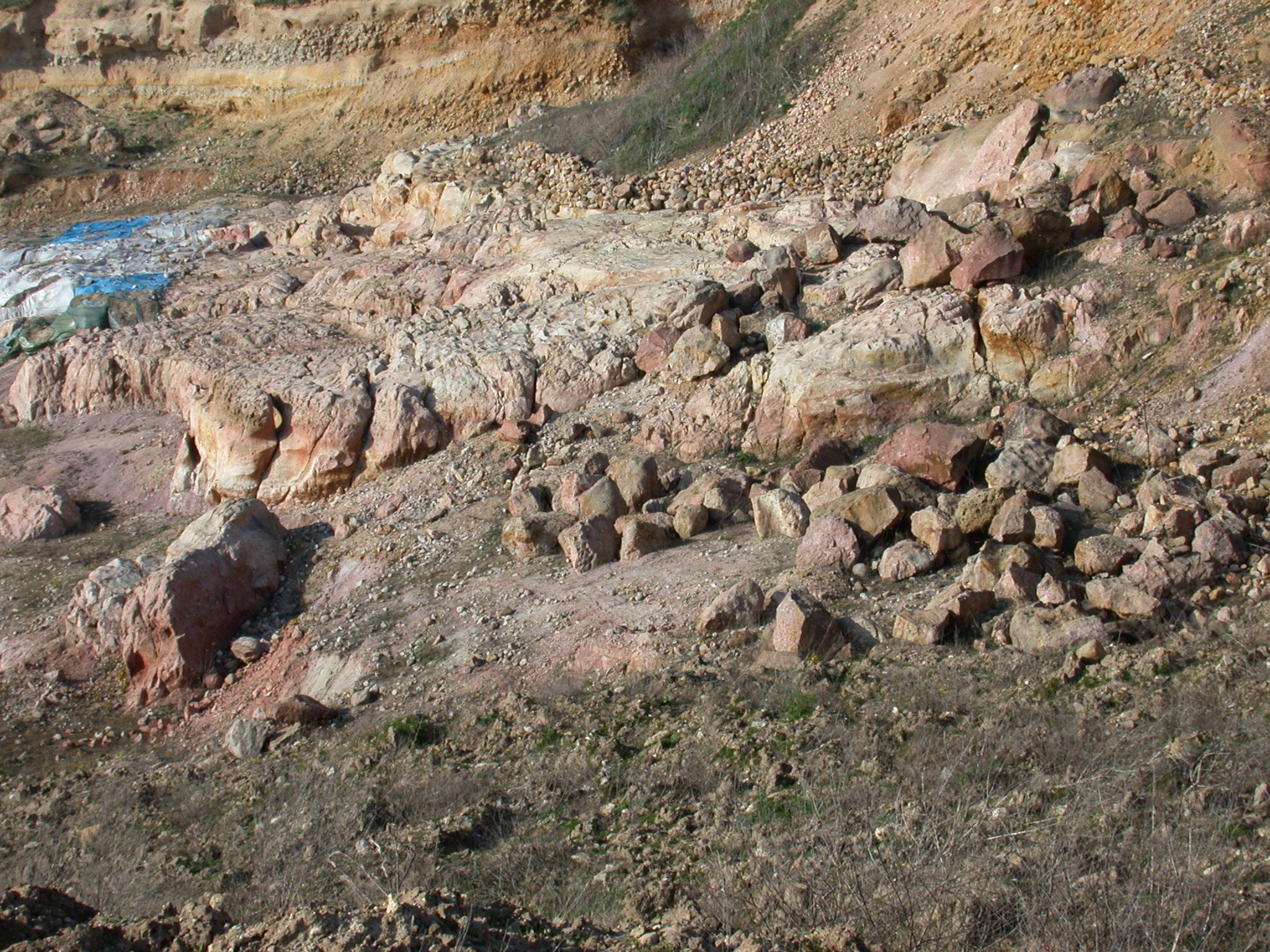
Totalansicht des Kliffkomplexes von Südosten. Der größte Teil des Komplexes wird von den Brandungsplattformen eingenommen.

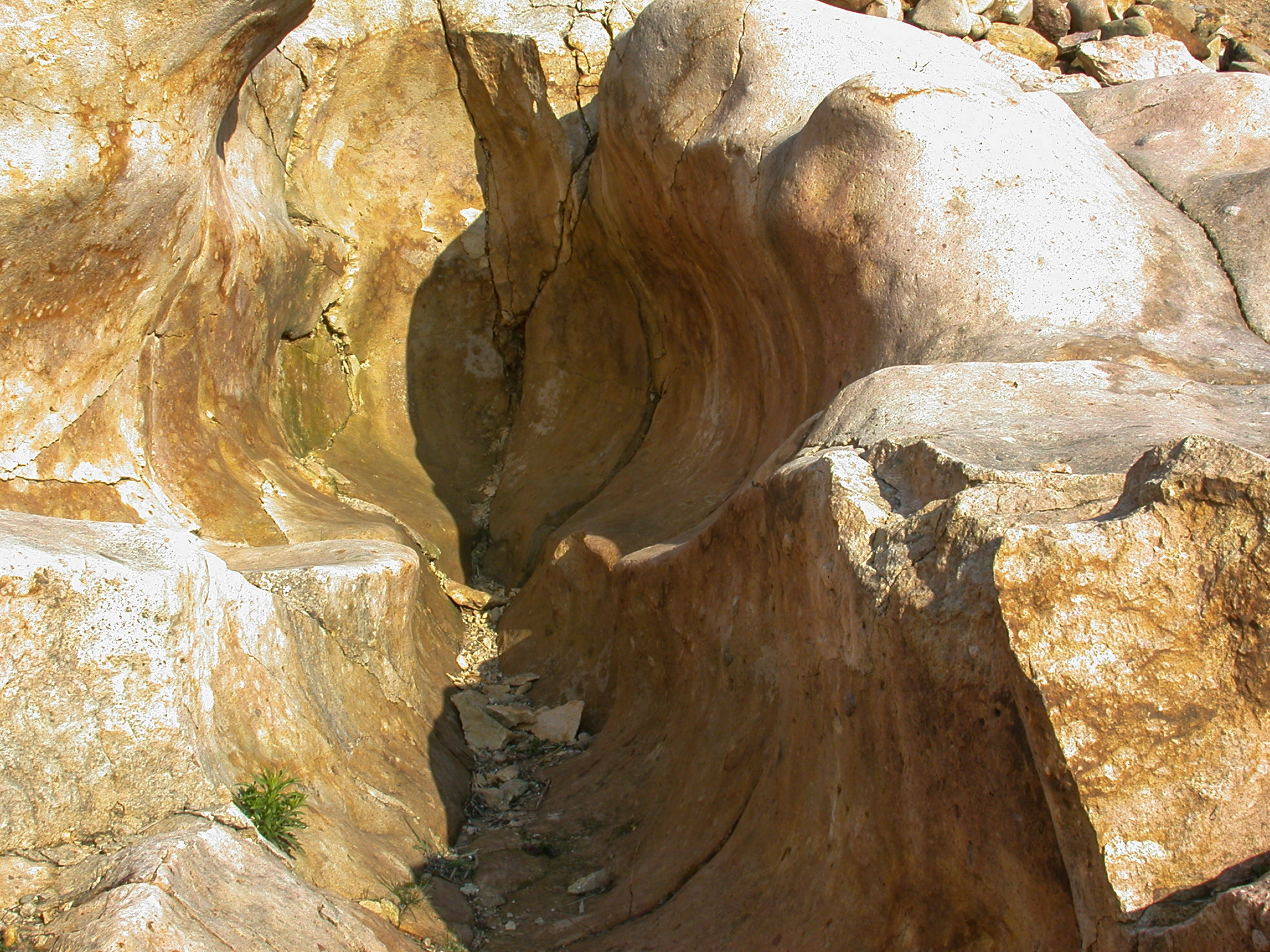
Kleine Höhle in einer der Kliffwände.

Der rhyolithische Kliffkomplex besteht aus vier terrassenartigen Stufen, die jeweils aus einer annähernd waagerechten Fläche bestehen und jeweils von einer schätzungsweise drei bis fünf Meter hohen, NNW-SSO orientierten, annähernd senkrechten Wand begrenzt werden, sodass sich insgesamt eine treppenförmige Geometrie ergibt. Die unterste und zugleich älteste Terrassenfläche besteht nicht aus Rhyolith, sondern aus schwach verfestigten Sand- und Tonsteinen der Nahe-Gruppe. Die oberste und jüngste aufgeschlossene Terrassenfläche verschwindet in den sandigen und kiesigen Sedimenten der Alzey-Formation der Ostwand der Kiesgrube.
Die senkrechten Wände weisen waagerechte kerbenartige Strukturen auf, die als Brandungshohlkehlen interpretiert werden. Außerdem zeigen sie größere und kleinere Hohlräume, die z. T. relativ weit in den Fels hineinreichen.
Die horizontalen Flächen sind von annähernd parallelen, im 90-Grad-Winkel zu den senkrechten Wänden verlaufenden Rillen durchzogen, die etwa 0,05 bis 0,1 Meter tief sind. Zudem treten auf den Flächen häufig kesselförmige Vertiefungen mit geglätteter Innenfläche auf. Sowohl Rillen als auch die Vertiefungen sind vermutlich das Ergebnis von Erosionsprozessen durch Brandung oder Strömung im Zusammenspiel mit Geröllen, die vom Wasser bewegt wurden. Bei den kesselartigen Vertiefungen handelt es sich vermutlich um Strudeltöpfe. Auffällig sind einige isoliert auf den waagerechten Flächen stehende Felsen. Diese werden als „Brandungspfeiler“ im weitesten Sinne gedeutet. Auf den Felsen finden sich zudem Spuren von Organismen, die dort festgewachsen lebten, z. B. Austern (Ostrea callifera), Miesmuscheln (Perna sanderbergi) und Seepocken (Balanus stellaris).
Alle diese Merkmale zusammengenommen zeigen, dass es sich hier um eine fossile Felsenküste handelt, die typische Merkmale heutiger Felsenkliffküsten aufweist. Die waagrechten Flächen sind Brandungsplattformen, die durch das Zurückweichen der Küstenlinien, repräsentiert durch die senkrechten Wände, entstanden sind. Das Besondere ist, dass der terrassen- bzw. stufenartige Aufbau des Komplexes den Anstieg des Meeresspiegels während der Frühphase der Rupel-Transgression dokumentiert.

### Entstehungsgeschichte
Im heutigen Raum Bad Kreuznach stiegen im oberen Unterperm an Störungen, die mit der tektonischen Absenkung des Saar-Nahe-Beckens in Zusammenhang standen, saure Magmen auf und drangen relativ dicht unter der Erdoberfläche in bereits abgelagerte Sedimente ein, wo sie nach ihrem Erkalten waagerechte Rhyolith-Lager, den heutigen Kreuznacher Rhyolith, bildeten. In den nachfolgenden Geologischen Zeitaltern lagerten sich weitere Sedimente in der Region ab. 
Bis zum oberen Rupelium waren diese auflagernden Schichten wieder erodiert worden und am Südwestrand des Mainzer Beckens, wo bis dahin noch keine Tertiär-Sedimente zur Ablagerung kamen, befanden sich eine Reihe von Zeugenbergen aus Kreuznacher Rhyolith. Mit dem Meereseinbruch im Zuge der Rupel-Transgression verwandelten sich diese Berge in Inseln und ihre Hänge wurden zu Steilküsten, an denen das Rupel-Meer nagte. Die Steilküste einer dieser Inseln ist jene, die heute in der Sandgrube am Steigersberg überliefert ist.
Die Brandung des Rupel-Meeres, die gegen das Kliff schlug, erzeugte eine immer tiefer werdende Hohlkehle am Fuß des Kliffs. Der so entstehende Überhang brach irgendwann, begünstigt durch natürliche Verwitterungsvorgänge, unter seinem Eigengewicht nach. Durch das Wechselspiel von Aushöhlung und Nachbrechen verlagerte sich die Küstenlinie landeinwärts. Nach einem relativ raschen Anstieg des Meeresspiegels setzte sich dieser Prozess etwa vier Meter weiter oben am Kliff fort. Das Kliff wurde nun auf diesem Niveau weiter abradiert und weiter landeinwärts versetzt. Da die Abrasion nun aber vollständig im relativ erosionsresistenten Rhyolith stattfand, bildete sich vor dem Kliff eine Brandungsplattform, die den nicht erodierten Kliff-Fuß auf Höhe und unterhalb der Wasserlinie repräsentierte. Gesteinsbrocken, die den nachgebrochenen Kliff-Partien entstammten, wurden von den Wellen auf der Brandungsplattform hin und her gerollt und schliffen Rillen und Strudeltöpfe in die Felsplatte sowie Höhlen in die Kliffwand. Nach einem weiteren raschen Meeresspiegelanstieg setzte sich das ganze wiederum um einige Meter weiter oben an der Steilküste fort. Eine neue Brandungsplattform entstand, wodurch die „Decken“ der während des vorhergehenden Kliffstadiums geformten Höhlen abgetragen wurden, sodass rinnenartige Gebilde entstanden, deren Wände, insofern diese sich nicht seitlich in der Kliffwand fortsetzten, nun als eine Art „Brandungspfeiler“ isoliert auf der alten, nun deutlich unterhalb des Meeresspiegels liegenden Brandungsplattform stehen blieben. 
Im Brandungskliff am Steigerberg ist so noch ein dritter rascher Meeresspiegelanstieg überliefert. Seewärts der jeweils aktiven Brandungsplattform sammelten sich Gerölle an, die aus der Abrasion des Kliffs stammten und weiter seewärts in feinkörnigere klastische Sedimente (Feinkiese, Sande) übergingen. Diese Gerölle, Kiese und Sande werden heute als Alzey-Formation bezeichnet.
Der fortgesetzte Anstieg des Meeresspiegels führte dazu, dass die frühen Stadien des Brandungskliffs von den Sanden der Alzey-Formation komplett zugedeckt wurden und erst durch die Arbeiten in der Kiesgrube wieder ans Tageslicht gelangten.

## Entdeckung und Konservierung
Das Kliff wurde 1997 bei Kartierungsarbeiten des Geologischen Landesamtes Rheinland-Pfalz auf dem Gelände einer Kiesgrube entdeckt. Das Geotop wurde dann 1999 in Kooperation vom Geologischen Landesamt, dem damaligen Arbeitsamt und dem Christlichen Jugenddorfwerk von Kies und Sand befreit. Im Winter 1999/2000 entstanden in einigen Bereichen des Kliffareals unerwartet große Schäden durch Frostsprengung. 2002 wurde das Kliff deshalb zum Schutz vor weiterer Erosion wieder mit Sand bedeckt, nachdem eine andere Form der Erhaltung und Erforschung an der Finanzierung gescheitert war.

## Denkmalschutz
Das Brandungskliff steht als Grabungsschutzgebiet „Oligozänes Brandungskliff am Steigerberg“ unter Denkmalschutz.